# Jinghu (instrument)
Pour les articles homonymes, voir Jinghu.
Le jinghu (chinois : 京胡 ; pinyin : jīnghú ; litt. « huqin de Pékin ») est un instrument à cordes frottées chinois de la famille des huqin, utilisé principalement dans l'opéra de Pékin. Il s'agit de l'instrument de cette famille qui est le plus petit et qui possède le manche le plus long.

## Construction
Comme la plupart des instruments de ce type, le jinghu possède deux cordes qui sont habituellement accordées sur un intervalle d'un cinquième. Les cordes étaient autrefois fabriquées en soie, mais sont dorénavant conçues en métal ou nylon. Contrairement aux autres instruments huqin (erhu, gaohu, zhonghu, etc.), il est fabriqué en bois de bambou.

## Usage
Dans l'opéra de Pékin, le jinghu double la voix du chanteur. Le musicien se déplace rarement dans les aigus et choisit au lieu de cela de compresser la mélodie dans une seule octave.
Le jinghu est également utilisé dans le titre Shinjitsu no Uta du groupe japonais Do As Infinity.